# Colotis ungemachi
Colotis ungemachi är en fjärilsart som först beskrevs av Le Cerf 1922.  Colotis ungemachi ingår i släktet Colotis och familjen vitfjärilar.
Artens utbredningsområde är Etiopien. Inga underarter finns listade i Catalogue of Life.